# BDK Fachverband für Kunstpädagogik

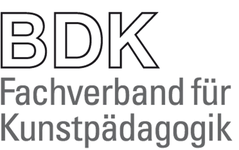
Logo des BDK Fachverband für Kunstpädagogik

Der BDK e. V. Fachverband für Kunstpädagogik ist ein Fachverband für Kunstpädagogik mit Sitz und Geschäftsstelle in Hannover, einem geschäftsführenden Bundesvorstand und Landesverbänden in allen Bundesländern.

## Geschichte
Der Verband wurde 1950 als Bund Deutscher Kunsterzieher gegründet und 2005 in BDK e. V. Fachverband für Kunstpädagogik umbenannt.
Der BDK e. V. Fachverband für Kunstpädagogik setzt sich für das Fach Bildende Kunst in allen Schularten ein und unterstützt die Zusammenarbeit mit außerschulischen Einrichtungen. Der BDK fördert durch seine Aktivitäten die ästhetische und kulturelle Bildung, insbesondere die Auseinandersetzung mit Kunst und gestalteter Umwelt. Als Verband vernetzt der BDK seine Mitglieder untereinander und das Fach Bildende Kunst international.
Der BDK ist Mitglied der International Society for Education through Art (InSEA) und im Deutschen Kulturrat vertreten. Er arbeitet im Fonds Soziokultur und in der Bundesvereinigung Kulturelle Kinder- und Jugendbildung (BKJ) aktiv mit und kooperiert mit der Kulturpolitischen Gesellschaft e.V.

## Organisation
Mitglieder sind vor allem  Kunstpädagogen an Schulen, Hochschulen und außerschulischen kulturellen Einrichtungen. Im Jahr 2018 hatte die Berufsorganisation ca. 3900 Mitglieder. Werner Fütterer wurde 2024 zum ersten Vorsitzenden des geschäftsführenden Vorstandes gewählt, trat im Frühjahr des Jahres 2025 aber vom Amt zurück. Derzeit wird der Verband von den beiden stellvertretenden Vorsitzenden geleitet.
Der geschäftsführende Vorstand wird durch die Referate „BDK-Mitteilungen“ und „Grundschule“ erweitert. Der BDK ist in 16 Landesverbänden organisiert, die jeweiligen Landesvorstände strukturieren die Interessenvertretung vor Ort als Grundlage der Verbandsarbeit. 
Die Fachzeitschrift BDK-Mitteilungen erscheint vierteljährlich und ist neben der Zeitschrift KUNST+UNTERRICHT das auflagenstärkste Periodikum der deutschsprachigen Kunstpädagogik. Weitere fortlaufende Publikationen stellen die Webseiten und Fachzeitschriften des BDK auf Länderebene dar.

## Ausstellungen
Unter dem Titel „Kind und Kunst“ wurde in mehreren Städten Deutschlands, Österreichs und der Schweiz im Jahr 1976 eine Ausstellung von Schülerzeichnungen des Zeitraums 1870–1970 gezeigt. Initiator der Ausstellung war Diethart Kerbs / Hochschule der Künste, Berlin, der diese zusammen mit Studenten für den BDK ausrichtete. Die der Ausstellung zugrunde liegende Sammlung wurde im Jahr 2000 der Bibliothek für Bildungsgeschichtliche Forschung (BBF) übergeben.